# モンゴル料理
モンゴル料理（モンゴルりょうり、モンゴル語 モンゴル・ホール Монгол хоол）は、モンゴルの民族料理である。

## 概説
モンゴル料理は伝統的に、「赤い食べ物」（オラーン・イデー улаан идээ）と呼ばれる肉料理と、「白い食べ物」（ツァガーン・イデー цагаан идээ）と呼ばれる乳製品に大別される。伝統的な遊牧の生活においては前者は冬季に、後者は夏季に食する季節サイクルを有する。主食として小麦や米が食べられるが、量的には肉が主食並みの量を占めることも多い

。食事は基本的に一日一食で、朝と昼は乳製品をつまみながらお茶を大量に飲む。モンゴル国はソビエト連邦期のロシアと東ヨーロッパ諸国から、内モンゴル自治区は中国から、それぞれ食文化の影響を相互に受けている。また、各地の気候による食材の違いもあり、地域毎の料理に違いが見られる。

## 食材と料理
料理は羊肉（хонины мах）が中心で、チャナサン・マフ（чанасан мах）などの茹でる、煮る料理と、ホルホグ（хорхог）などの蒸す料理が中心であるが、ボードグ（боодог）やショルログ（шорлог）のように焼く料理などもある。生食は一部の例外を除いて、ほとんど行わない。モンゴルの肉料理は世界の民族料理と比較して、香辛料をほとんど使わないのが特徴である。モンゴルは寒冷な気候のため、肉の保存や消臭用の香辛料を必要としなかったという説もある。牛肉（үхрийн мах）ではボルツ（борц）という干肉に調理する。馬肉（адууны мах）はモンゴル人よりも、モンゴル西部に住むカザフ人がよく食べる。ラクダの肉（тэмээний мах）はゴビなどの地域で主に食べられるが、豚肉や鶏肉は、草原で放牧する家畜でなかったため、モンゴル料理にはあまり用いられない。魚（ザガス загас）は宗教的に禁忌とする地域もあるが、モンゴル国北部では燻製にする。また、狩猟によってタルバガン（Тарвага）やシカなどの野生動物を食する。12月になると冬を越すのに十分なだけの羊を『出す』(殺す)。冬には-40℃にもなるため、屋外に氷の冷蔵庫を作って生の肉を保存し、毎日少しずつその肉を茹でて食べる。春になって肉の保存ができなくなると、残りの肉を干し肉にしてかじりながら、乳製品を食べて次の冬まですごす。
- チャンサン・マハ（чанасан мах）
- ホルホグ（хорхог）
- タルバガンのボードグ（Тарваганы боодог）
- 燻製の魚（ザガス загас）

### 乳
モンゴルでは「5種類の家畜」と呼ばれる、ウシ、ウマ、ラクダ、ヒツジ、ヤギ、およびヤクから、それぞれ搾乳される。地方によって異なるが、乳製品は一般的にはウシの乳を中心に生産される。ウマの乳は発酵させて、アイラグ（ツェゲー）（айраг、цэгээ ᠴᠡᠭᠡ）として利用される。伝統的には生乳を飲むことは少ない。乳製品は、加熱、撹拌、静置、分離、濾過、発酵、成型、乾燥などのプロセスを通じて加工され、きわめて多くの種類がある。クロテッドクリーム状のウルム（өрөм）や固形状のアーロール（ааруул）などがある。
- ウルム（өрөм）
- アーロール（аруул）
- アイラグ（ツェゲー）（айраг、цэгээ）

### 野菜
野菜は内モンゴル自治区およびモンゴル国北部を中心に栽培され、現在のモンゴル料理では一般的な食材になっている。じゃがいも、 タマネギ、人参、カブ（マンジン манжин）、キャベツなどの寒冷地に適した野菜の他に、キュウリ、トマトなどの夏野菜や、チャチャルガン（чацаргана）などの果実も栽培されている。地方によっては、野生のニラやタマネギ、ニンニク、キノコ、松の実、ベリー類などを採取し食用とする。煮物にする以外に、一部はロシア料理の影響からサラダ（салат）にもされる。
- モンゴル国産の野菜類。中央の白い根菜はカブ
- ネギ属の野草フムル（хүмүүл、Allium mogolicum）の塩漬け

### 穀物
小麦粉からはボーズ（бууз）やホーショール（хуушуур）などの具材を包む料理や、麺（гоймон）にして、ツォイバン（цуйван）やゴリルタイ・シュル（гурилтай шөл）などの麺料理、バンタン（бантан）などのスープ料理、ボーヴ（боов）などの揚げ菓子が調理される。米は白米を炊飯するほか、さらにボダータイ・ホーラガ（будаатай хуурга、肉チャーハン）などに調理する。
- ボーズ（бууз）
- ホーショール（хуушуур）
- ツォイバン（цуйван）
- ゴリルタイ・ショル（гурилтай шөл）

### 茶
主にスーテーツァイ（сүүтэй цай）と呼ばれる、乳を加えて撹拌した茶を飲む。茶は中国産やグルジア産のシャフマル・ツァイ（шахмал цай）（磚茶）が用いられる。モンゴル帝国のチンギス・ハンの時代においては、茶は南宋の産物であり、金朝を通じて購入しなければならず、茶はかなりの高級品であった。
- スーテーツァイ（сүүтэй цай）
- シャフマル・ツァイ（磚茶）（шахмал цай）

## 代表的なモンゴル料理

### 食べ物
- チャンサン・マフ（чанасан мах） - 塩ゆで肉。羊の肉を岩塩で2時間程煮込む。冷めるとスーテーツァイに入れてスープとして食べたりもする。モンゴルの言葉で「チャンサン」は「茹でる」、「マフ」は「肉」を表す。
- ホルホグ（хорхог） - 蒸し肉
- ボードグ（боодог） - 丸焼き肉
- ショルログ（шорлог） - 串焼き肉
- ツォトゥガサン・ゲデス（цутгасан гэдэс） - 内臓の腸詰め
- ザイダス（зайдас） - ソーセージ
- ヒャム（хиам） - ハム
- ボーズ（бууз） - 肉まん
- バンシュ（банш） - 水餃子
- シャルサン・バンシュ（шарсан банш） - 揚げ餃子
- ホーショール（хуушуур） - ミートパイ
- ツォイバン（цуйван） - 羊肉と野菜入り蒸し焼きうどん
- バンシタイ・ツァイ（банштай цай） - ミルクティーで煮たスープ餃子
- バンタン（бантан） - 肉シチュー
- ボダータイ・ホーラガ（будаатай хуурга） - 肉チャーハン
- ボダータイ・ツァイ（будаатай цай） - ミルクティー茶漬け
- スーテイ・ボダー（сүүтэй будаа） - ミルクご飯
- ゴリヤシ（горияаси） - 肉煮込みのワンプレート・ランチ
- テフテリ（тефтель） - 肉団子
- ボールツォグ（боорцог） - 揚げパイ菓子
- ゴリルタイ・ショル（гурилтай шөл） - 羊肉と麺のスープ
- ノゴートイ・ショル（ногоотой шөл） - 野菜と肉のスープ
- ニースレル・サラート（нийслэл салат） - 首都のサラダ。ロシア式のポテトサラダ、「サラート・ストリーチヌィ」(首都サラダ)に由来

- ローワンギーン・サラート（Луувангийн салат） - 人参サラダ
- ウルム（өрөм） - クロテッドクリーム
- アーロール（аруул） - アールツを干した固形乳

### 飲み物
- スーテーツァイ（сүүтэй цай） - ミルクティー
- アイラグ（ツェゲー）（айраг、цэгээ ᠴᠡᠭᠡ） - 馬乳酒
- アールツ（аарц） - 酸乳から作る凝乳。乳で溶いて飲む。
- シミン・アルヒ（шимийн архи） - 蒸留酒
- ツァガーン・アルヒ（цагаан архи） - 蒸留酒

## モンゴル料理でない料理
タルタルステーキ
タルタルにはモンゴル人という意味もあるが、モンゴル人は肉を生食しない。
ジンギスカン
日本料理である。
羊肉のしゃぶしゃぶ
「涮羊肉」（シュアンヤンロウ、shuànyángròu）という北京料理である。モンゴル人は肉は塊で食べることを好み、薄くスライスした肉は紙のようだとしてかつては敬遠されていた。現在でも首都ウランバートルでは、しゃぶしゃぶ料理は浸透していない。内モンゴルでは、クビライ・カアンに戦中に供されたという説話が、飲食店などで記載されている。
モンゴリアンバーベキュー
台湾で創作された料理で、客が任意に選んだ肉と野菜を大きな丸い鉄板で炒める。アメリカ合衆国では非常にポピュラーで、通常は食べ放題のスタイルで提供される。中国本土でも「蒙古烤肉」（モングーカオロウ、Měnggǔ kǎoròu）の名で提供されることがある。
モンゴリアンビーフ
アメリカ合衆国の中華料理店で提供されるアメリカ風中華料理のひとつ。海鮮醤を用いた濃厚なソースで牛肉とネギをからめたもの。